# حسن مؤمن
حسن مؤمن (انگلیسی: Hassan Moumen؛ زادهٔ ۱ نوامبر ۱۹۵۷) مربی فوتبال اهل مراکش است.
وی سابقه مربی‌گری در تیم‌هایی همچون باشگاه فوتبال الفتح و تیم ملی فوتبال مراکش را در کارنامه دارد.